# Dorfkirche Illmersdorf (Drebkau)

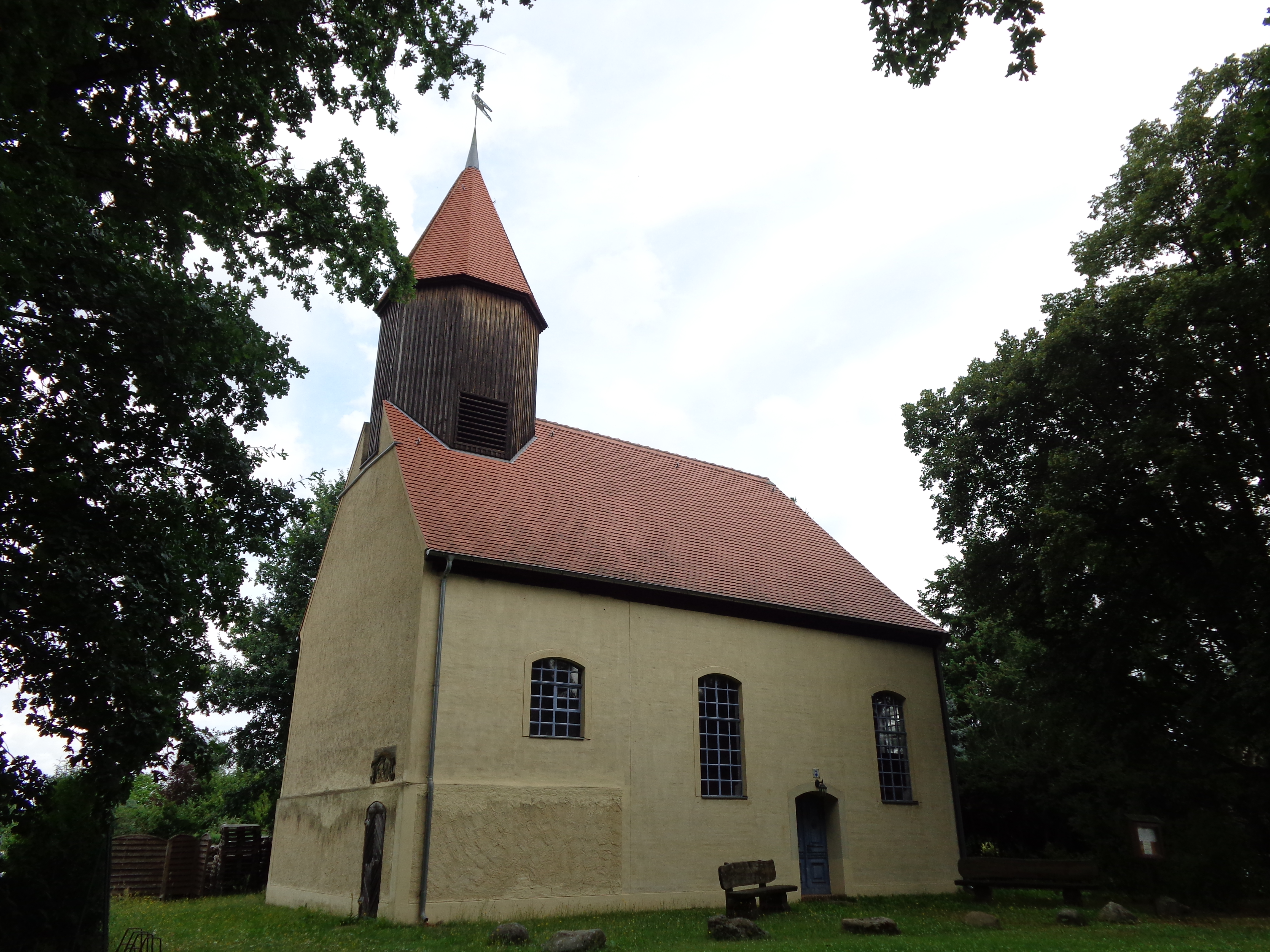
Die verputzte Südseite der Dorfkirche Illmersdorf (2016)

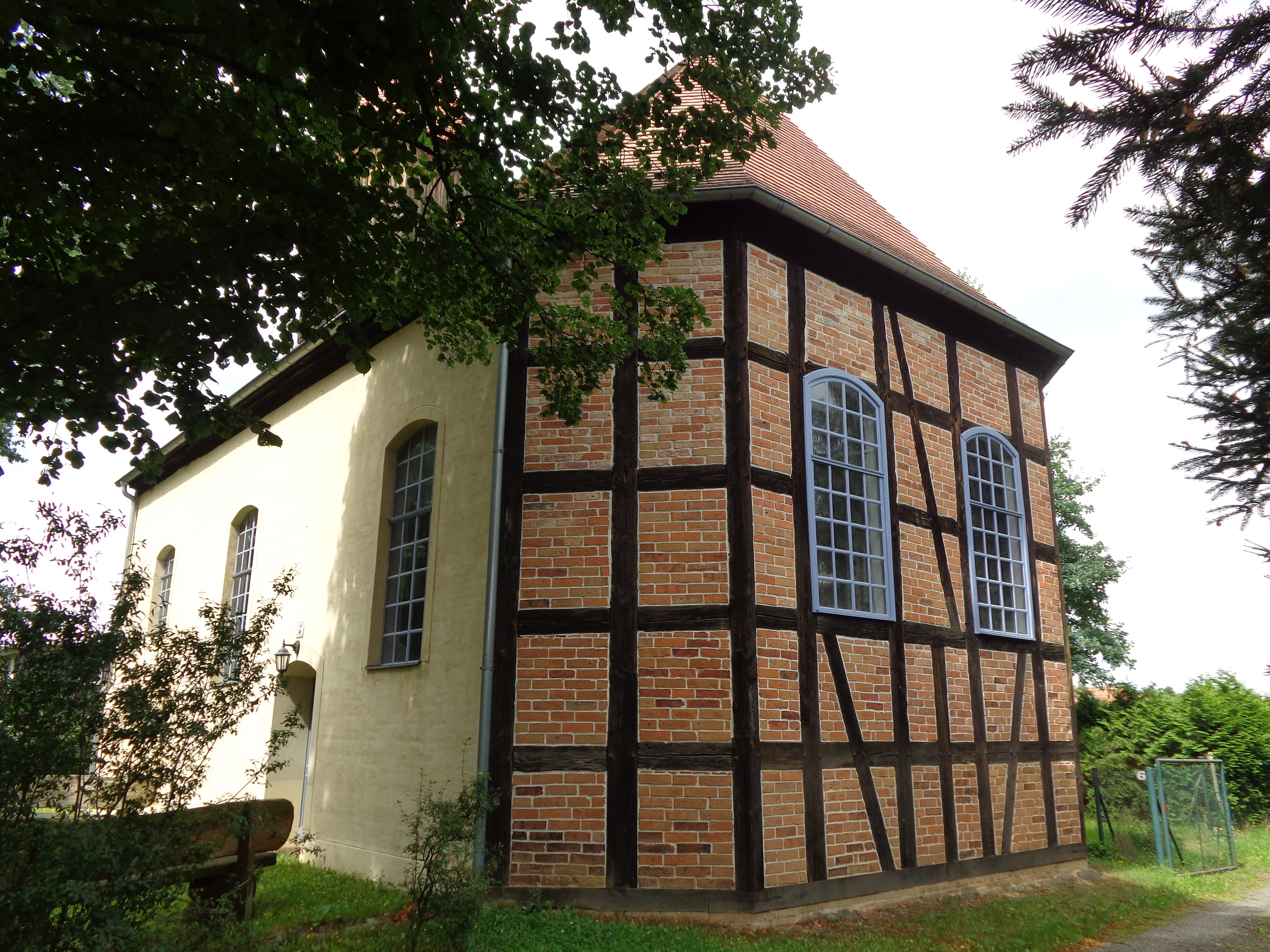
Die Kirche von Südosten aus gesehen (2016)

Die Dorfkirche Illmersdorf ist das Kirchengebäude in der zur Stadt Drebkau gehörenden Ortschaft Illmersdorf im Landkreis Spree-Neiße in Brandenburg. Es gehört der Kirchengemeinde Cottbus-Süd im Kirchenkreis Cottbus, der Teil der Evangelischen Kirche Berlin-Brandenburg-schlesische Oberlausitz ist. Die Kirche steht unter Denkmalschutz. Sie genießt vor allem durch die in ihr ausgestellten Mumien von Illmersdorf, die nach Anmeldung besichtigt werden können, überregionale Bekanntheit.

## Architektur und Geschichte
Die Illmersdorfer Kirche entstand ursprünglich als Gutskirche anstelle einer alten Kapelle. Sie wurde 1742 von dem Zimmermann Georg Heinrich Reimann aus Lübben und dem Malermeister Johann Georg Weise aus Vetschau für den Gutsbesitzer Caspar Ernst von Normann (1696–1748) und die Familie von Barfuß gebaut. Vor dem Bau mussten alle Dorfbewohner nach Greifenhain in die Kirche laufen und auch nach der Fertigstellung blieb der Besuch der Illmersdorfer Kirche den Gutsbesitzern vorbehalten, da sie deren Privatbesitz war. Die Kirche ist im Kern eine Fachwerkkirche mit dreiseitigem Ostschluss. Auf dem westlichen Teil des Gebäudes befindet sich ein verbretterter achteckiger Dachreiter. 1794 wurde der Chor angebaut. Die West- und die Südseite der Kirche wurden um das Jahr 1900 erneuert. Seitdem weist die Kirche als Besonderheit auf, dass die Nord- und die Ostwand als Fachwerkbau mit einer Ziegelausfachung sichtbar sind, während die Süd- und die Westwand verputzt und in Massivbauweise ausgeführt wurden.

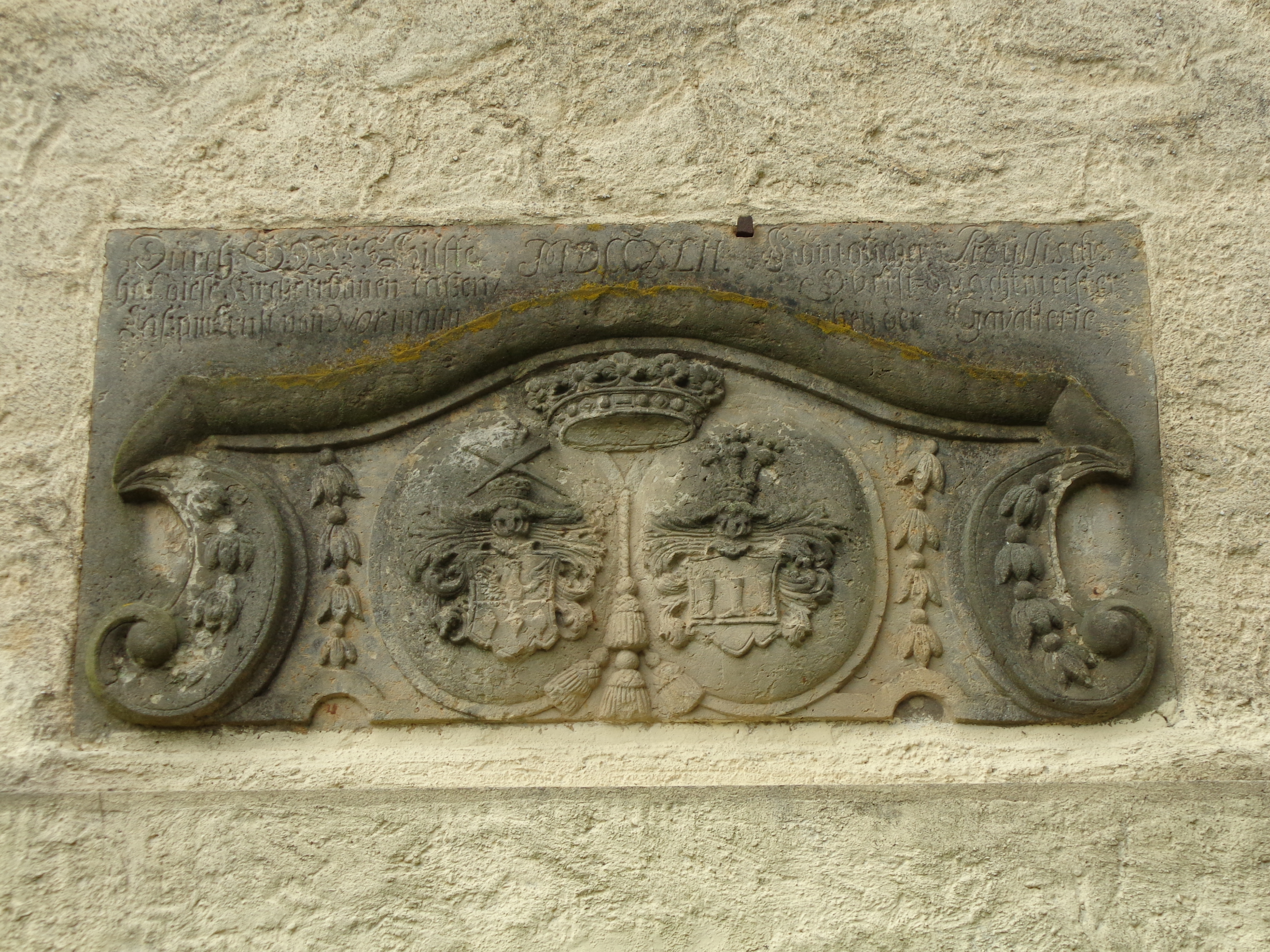
Allianzwappen der Familien von Normann und von Barfuß über dem Westeingang (2016)

Über dem Eingang an der Westwand ist eine Stifterinschrift mit einem Allianzwappen der Bauherren aus Sandstein angebracht. Darunter befindet sich die Inschrift „Durch Gottes Hilfe hat diese Kirche erbauen lassen Caspar Ernst von Normann MDCCXLII Königlich-Preußischer Obristwachtmeister der Cavallerie“. Im Inneren hat die Dorfkirche Illmersdorf eine Ost- und eine Westempore, an der Westempore sind die Brüstungsfelder mit Bibelsprüchen und weiteren Allianzwappen bemalt. Zur Ausstattung der Kirche zählt ein hölzerner Kanzelaltar aus der Bauzeit.
In den 1930er Jahren wurde die Kirche saniert. Vermutlich gegen Ende des Zweiten Weltkriegs wurden die Grabbeigaben aus den Särgen der Mumien von Illmersdorf (s. u.) geplündert. Eine Verbrennung der Särge durch Soldaten der Roten Armee gegen Ende des Zweiten Weltkrieges konnte durch die Dorfbewohner verhindert werden. Zu DDR-Zeiten lag Illmersdorf zeitweise in einem Bergbauschutzgebiet und sollte für den Braunkohlebergbau in der Lausitz durch den Tagebau Gräbendorf devastiert werden, was dazu führte, dass keine Sanierungsmaßnahmen mehr an der Kirche vorgenommen wurden. Das Gebäude verfiel in der folgenden Zeit zusehends. Nach der Wende wurden die Planungen zum Abriss von Illmersdorf verworfen. Ab 1996 wurde die Kirche für umgerechnet 409.000 Euro umfangreichen Sanierungsmaßnahmen unterzogen. Im Mai 2001 erhielt die Kirche ein neues Dach. Seit dem 12. Oktober 2002 sind die Kirche und die Gruft wieder öffentlich zugänglich. Im Jahr 2013 wurde sie von rund 1500 Besuchern besichtigt.
Im April 2025 wurden der Kirchengemeinde durch die Ostdeutsche Sparkassenstiftung und die Sparkasse Spree-Neiße Gelder für die Sanierung der Ausstattung zur Verfügung gestellt.

## Mumiengruft

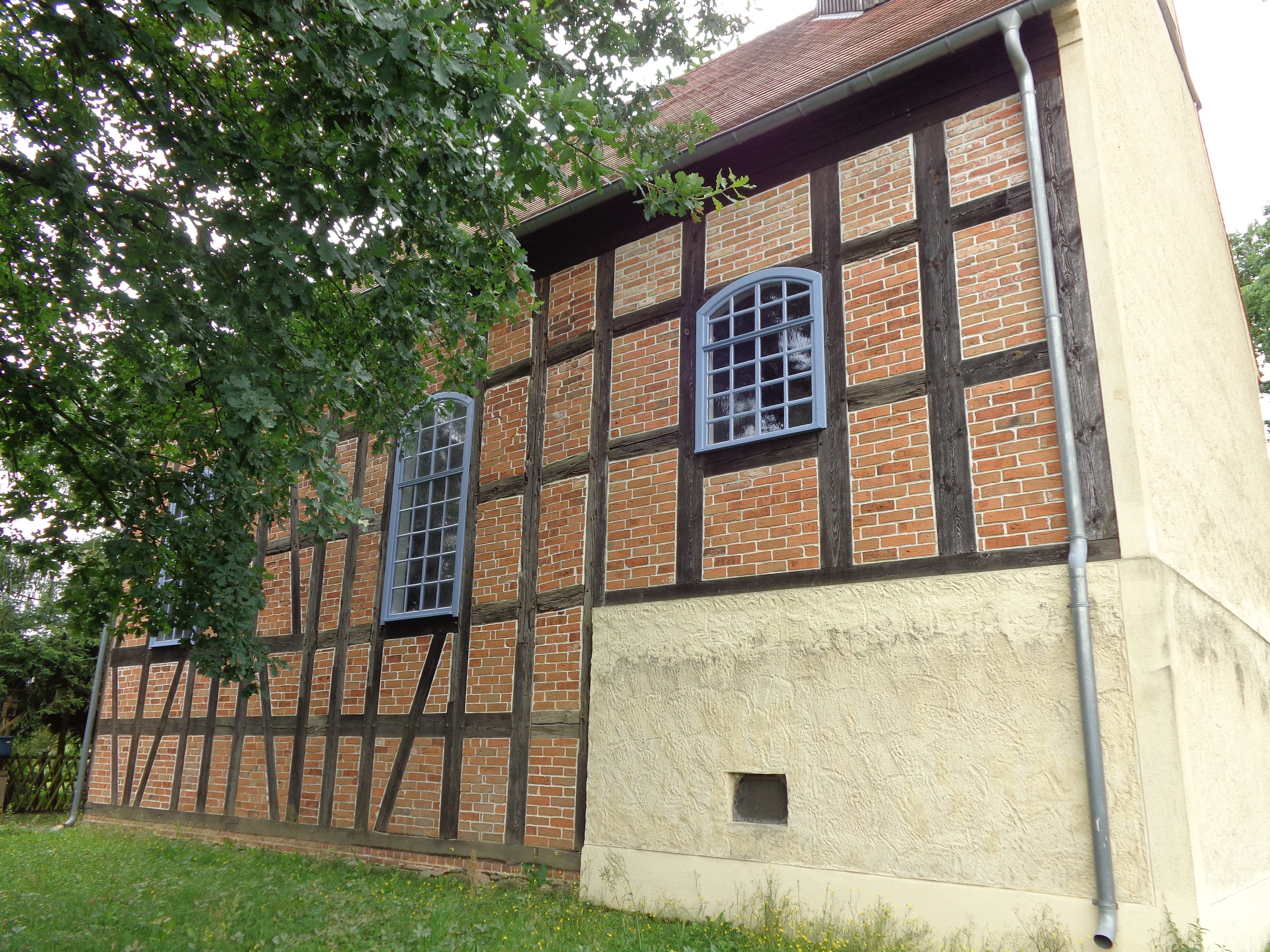
Am verputzten Teil der Nordseite der Dorfkirche Illmersdorf sind die Ausmaße der Gruft erkennbar.

Im Westteil hat die Kirche eine Mumiengruft. In dieser befinden sich in zehn Särgen die Mumien von elf Mitgliedern – acht Erwachsene, zwei Kinder und ein Säugling – der Familien von Normann und von Barfus. Die Särge von Caspar Ernst von Normann, Ulrike Eleonore von Normann (geb. von Rieben; 1736–1765) mit ihrem bei der Geburt verstorbenen Sohn, Wilhelm Erdmann von Normann (1734–1806) und Caroline Louise von Schönberg (geb. von Normann; 1740–1821) sind in geöffnetem Zustand, die Mumien können hier durch eine Glasscheibe besichtigt werden. Die Mumien weisen als Besonderheit auf, dass sie auf natürliche Weise mumifiziert und nicht einbalsamiert sind. Dass die Mumien teilweise durch Glasscheiben besichtigt werden können, wird, auch durch das Brandenburgische Landesamt für Denkmalpflege und Archäologisches Landesmuseum, mit Verweis auf die Totenruhe zum Teil kritisiert.

## Kirchengemeinde
Das Kirchdorf Illmersdorf war seit jeher eine Filialkirche von Greifenhain. Laut Arnošt Muka predigte der Pfarrer Gósław bis 1880 dort drei oder vier Mal im Jahr in sorbischer Sprache. Zum dreimal jährlich stattfindenden Abendmahlsgottesdienst in sorbischer Sprache erschienen jeweils zwischen zehn und zwölf Personen. Nach einer Verfügung des Kirchenrates wurde der regelmäßige sorbischsprachige Gottesdienst im Jahr 1880 schließlich eingestellt und nur noch nach dem Willen der Bevölkerung auf Sorbisch gepredigt. Zu diesem Zeitpunkt fanden generell nur elf Gottesdienste pro Jahr in Illmersdorf statt.
Als Filialkirche von Greifenhain war Illmersdorf lange Zeit der Superintendentur Calau unterstellt. Zu Greifenhain gehörte die Illmersdorfer Kirche bis mindestens 1930, im Jahr 1986 war der Ort in die Kirchengemeinde Leuthen im Kirchenkreis Cottbus eingekircht, wobei der Wechsel eher deutlich früher erfolgte. Bis 1945 war Illmersdorf aus kirchlicher Sicht Teil der Evangelischen Landeskirche der älteren Provinzen Preußens und kam nach deren Zerfall zur Evangelischen Kirche in Berlin-Brandenburg. Am 1. April 2002 erfolgte der Zusammenschluss der Kirchengemeinden Leuthen und Schorbus zu der neuen Kirchengemeinde Leuthen-Schorbus. Die Evangelische Kirche in Berlin-Brandenburg ging am 1. Januar 2004 in der Evangelischen Kirche Berlin-Brandenburg-schlesische Oberlausitz auf.
Von 2020 bis 2024 war die Kirchengemeinde Leuthen-Schorbus mit angrenzenden Kirchengemeinden im Pfarrsprengel Cottbus-Süd organisiert. Am 1. Dezember 2024 wurden die Kirchengemeinden dieses Pfarrsprengels zur Kirchengemeinde Cottbus-Süd fusioniert.